# 大阪府道1号茨木摂津線

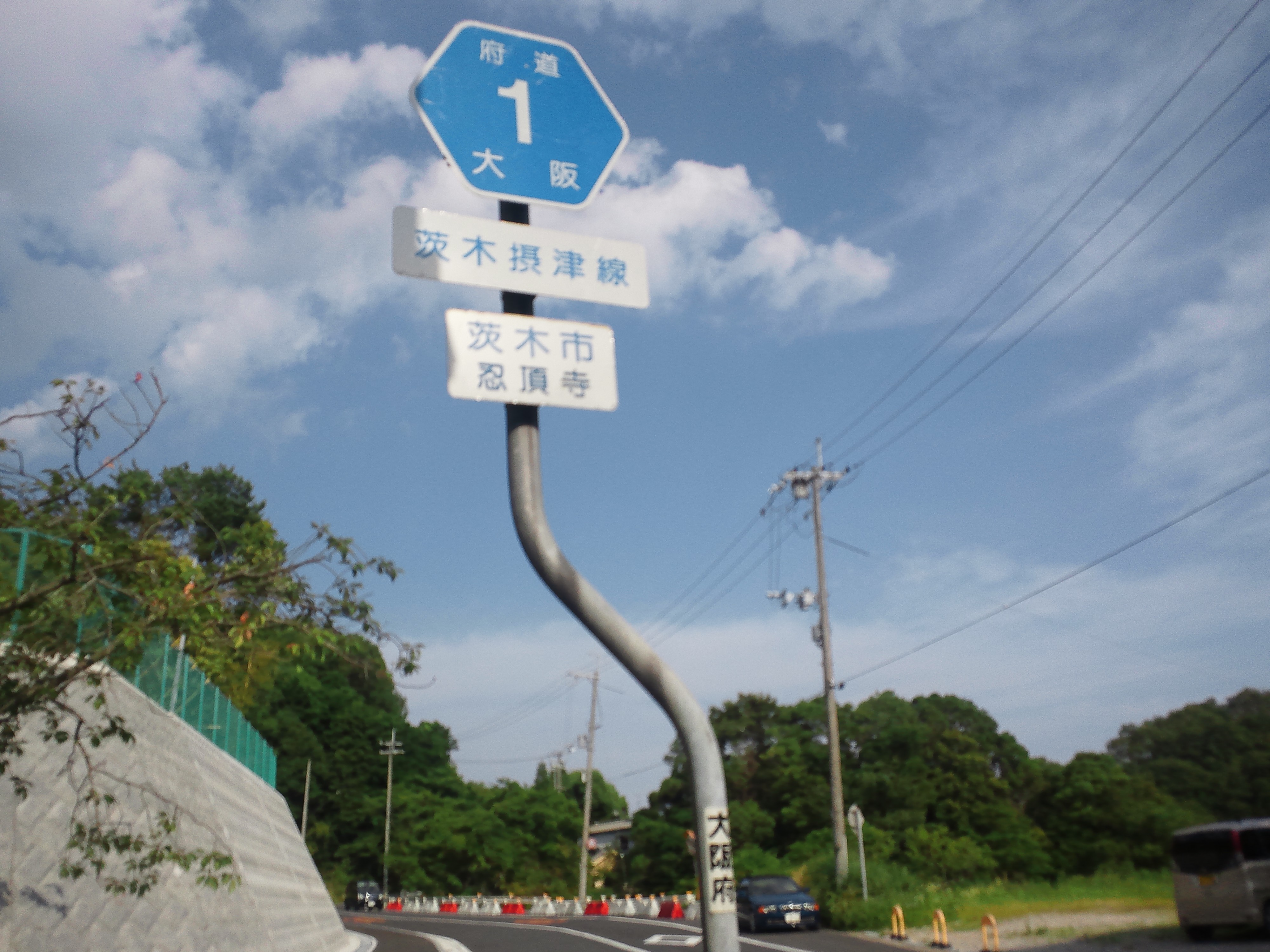
県道番号標示（茨木市忍頂寺）

大阪府道1号茨木摂津線（おおさかふどう1ごう いばらきせっつせん）は、大阪府茨木市から同府摂津市に至る主要地方道（大阪府道）である。

## 概要
吹田市内には、万博記念公園の大部分を取り囲む環状道路（時計回りの一方通行路）となっている所があり、その部分は大阪府道129号南千里茨木停車場線と重複している。
1984年（昭和59年）3月の府道番号導入当初は大阪内環状線が指定されていたが、同路線が1993年（平成5年）4月に国道へ昇格（国道479号）した事もあり、1994年4月1日に府道122号道祖本摂津線（さいのもとせっつせん）と府道403号大岩上河原線（おおいわかみがわらせん）の2路線が統合され、府道1号茨木摂津線と名称が変更された。
指定後もしばらくは、茨木市清水（国道171号交点） - 箕面市粟生間谷東（大阪府道4号茨木能勢線交点）に未開通部分があったが、国際文化公園都市（彩都）の街びらきに合わせて整備が進められ、茨木市清水1丁目の友紘会病院東側を通過する現在の形となり、2015年には彩都中地区を越えて茨木市佐保地区まで整備された。そこから北は彩都の整備を先取りする形で、従来からある道路が指定されている。そのため対向が困難な部分も一部に存在している。
上記の区間含め、国道171号から大阪府道46号茨木亀岡線までの区間は、都市計画道路茨木箕面丘陵線として計画されている。また、これに並行するように新名神アクセス道路として、茨木千提寺インターチェンジから府道46号までが都市計画道路大岩線として2022年（令和4年）3月24日に開通した。

### 路線データ
- 起点：大阪府茨木市大字車作（大阪府道46号茨木亀岡線交点）
- 終点：大阪府摂津市千里丘（千里丘7丁目交差点、大阪府道14号大阪高槻京都線交点）

## 歴史
- 1993年（平成5年）5月11日 - 建設省（現・国土交通省）から、一般府道余野車作線の一部・一般府道忍頂寺福井線の一部・一般府道余野茨木線の一部・一般府道大岩上河原線・一般府道道祖本摂津線が茨木摂津線として主要地方道に指定される[3]。
- 1994年（平成6年）4月1日 - 大阪府が府道1号茨木摂津線を路線認定。

## 路線状況

### 通称
- 清阪街道
- 万博外周道路

### 重複区間
- 大阪府道110号余野茨木線（茨木市佐保 地内）

## 地理

### 通過する自治体
- 大阪府
  - 茨木市 - 箕面市 - 茨木市 - 吹田市 - 摂津市

### 交差する道路
茨木市
- 大阪府道46号茨木亀岡線（茨木市車作、起点）
- 大阪府道43号豊中亀岡線（茨木市忍頂寺）
- 新名神高速道路 茨木千提寺インターチェンジ
- 大阪府道114号忍頂寺福井線（茨木市大岩）
- 大阪府道110号余野茨木線（茨木市佐保）
- 大阪府道110号余野茨木線（茨木市佐保）

箕面市
- 彩都西ランプ - 彩都西駅に隣接。
- 彩都あさぎランプ
- 粟生間谷東ランプ - 大阪府道4号茨木能勢線（箕面市粟生間谷東（あおまたにひがし））

茨木市
- 清水交差点 - 国道171号（茨木市清水）平成23年7月立体化工事完了[要出典]

吹田市
- 大阪府道129号南千里茨木停車場線（吹田市千里万博公園・日本庭園前交差点）
- 大阪府道2号大阪中央環状線（新道）（吹田市千里万博公園）
- 大阪府道2号大阪中央環状線（吹田市山田西・山田名神下交差点）

摂津市
- 大阪府道14号大阪高槻京都線（摂津市千里丘・千里丘7丁目交点）

### 沿線
- 忍頂寺（寿命院）
- 忍頂寺スポーツ公園
- 茨木療護園
- 国際文化公園都市（彩都）
- 大阪大学箕面キャンパス（旧大阪外国語大学）
- 大阪大学吹田キャンパス
- 万博記念公園
  - 太陽の塔
  - 国立民族学博物館
  - 万博記念競技場
  - EXPOCITY
  - 市立吹田サッカースタジアム
- 大阪モノレール彩都線
- ホテル阪急エキスポパーク
- イズミヤ千里丘店